# Luis Cuesta
Luis Cuesta (Quibdó, Chocó, Colombia, 11 de noviembre de 1993) es un futbolista colombiano. Juega como delantero y su equipo actual es  de Atlético Vega Real de la Liga Dominicana de Fútbol . 

## Trayectoria

### Bogotá Fútbol Club
Luis Cuesta se formó como futbolista en las divisiones inferiores de Bogotá F. C., y debutó como profesional el 28 de enero de 2011. En Bogotá F.C se destacó durante su primera etapa por sus goles y su estilo de juego, mostrando potencia, agilidad y fuerza. Su etapa en el club terminaría por una lesión que lo alejó de las canchas.

### La Equidad
En el año 2013 llegó a La Equidad donde realiza su debut en la categoría Primera A del futbol profesional colombiano, permanece en el club hasta el año 2017.

### Cúcuta Deportivo
Va a préstamo al Cúcuta Deportivo donde juega ese primer semestre de 2017 y vuelve a La Equidad para el segundo semestre y el siguiente año (2018).

### Tigres Fútbol Club
Para el año 2019 ficha por el equipo de Tigres donde se convierte en un referente de gol para el club y recupera su nivel goleador marcando un total de 13 goles en 27 partidos disputados, logrando así que su equipo  jugará las series finales para pelear el ascenso, lastimosamente no pudieron lograr el objetivo de llegar a la máxima categoría del futbol profesional colombiano.

## Clubes y estadísticas
| Club                | Part | Goles | Media |
| ------------------- | ---- | ----- | ----- |
| Bogotá F. C.        | 13   | 3     | 0,23  |
| La Equidad          | 38   | 5     | 0,13  |
| Cúcuta Deportivo    | 7    | 0     | 0     |
| La Equidad          | 0    | 0     | 0     |
| Tigres              | 27   | 13    | 0.48  |
| Unión Comercio      | 0    | 0     | 0     |
| Vega Real           | -    | -     | -     |
| Total en su carrera | 85   | 21    | 0,25  |